# المعتقلين العسكريين الإيطاليين

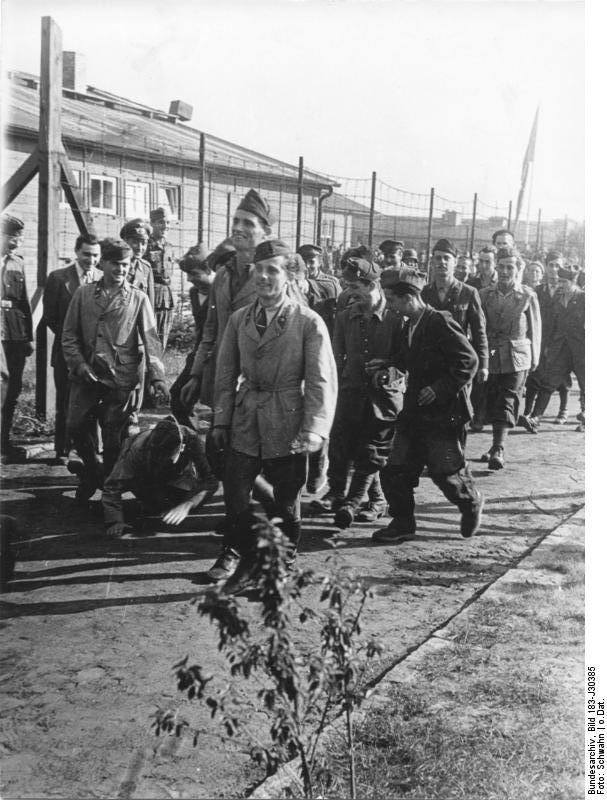
معسكر سجن للجيش الإيطالي بعد هدنة 8 سبتمبر 1943، صورة دعائية ألمانية

كان «المعتقلون العسكريون الإيطاليون» (Italienische Militärinternierte ،IMI) هو الاسم الرسمي الذي أعطته ألمانيا للجنود الإيطاليين الذين تم أسرهم واعتقالهم وترحيلهم في أراضي ألمانيا النازية في عملية أخسي في الأيام التي تلت مباشرة هدنة الحرب العالمية الثانية بين إيطاليا والقوات المسلحة المتحالفة (8 سبتمبر 1943).
بعد نزع سلاح الألمان، واجه الجنود والضباط الإيطاليون خيار مواصلة القتال كحلفاء للجيش الألماني (إما في القوات المسلحة للجمهورية الإيطالية الإيطالية، أو نظام الدمى الألماني في شمال إيطاليا، أو في «متطوع إيطالي» "إرسال وحدات في القوات المسلحة الألمانية) أو، وإلا، إلى معسكرات الاعتقال في ألمانيا. وافق 10 في المئة فقط على التسجيل.  واعتبر الآخرون أسرى حرب. فيما بعد أعيد الألمان تعيينهم "معتقلين عسكريين«(حتى لا يعترفوا بالحقوق الممنوحة لأسرى الحرب بموجب اتفاقية جنيف الثالثة)، وأخيراً، في خريف عام 1944 حتى نهاية الحرب،» العمال المدنيون" " ، لذلك يمكن أن يتعرضوا لأشغال شاقة دون حماية للصليب الأحمر.
اعتبر النازيون الإيطاليين خونة  وليسوا أسرى حرب. تم إرسال الجنود الإيطاليين السابقين إلى العمل القسري في الصناعات الحربية (35.6 ٪)، والصناعات الثقيلة (7.1 ٪)، والتعدين (28.5 ٪)، والبناء (5.9 ٪) والزراعة (14.3 ٪). كانت ظروف العمل سيئة للغاية. كان الإيطاليون لا يتغذون أو يلبسون ملابس كافية لفصل الشتاء الألماني. أصبح الكثير من المرضى.

## بعض IMIs المعروفة
- جيوفانينو جوارشي
- تونينو جيرا
- اليساندرو ناتا
- ماريو ريجوني ستيرن
- جيانريكو تيديشي
- جوزيبي تونتودوناتي